# 夫拉特布什大道-布魯克林學院車站
夫拉特布什大道-布魯克林學院車站（英語：Flatbush Avenue–Brooklyn College station）是美國紐約地鐵IRT諾斯特蘭大道線的南端總站，位於布魯克林夫拉特布什法烈布殊大道與諾斯特蘭大道交界，當地人稱為「交匯處」（The Junction），設有2號線（任何時候停站）與5號線（僅平日停站）列車服務，是距離布魯克林學院和米德伍德高校最接近的地鐵站。

## 車站結構
| G        | 街道               | 出入口 |
| P 月台層 | 東夾層             | 閘機、車站詢問處 升降機位於夫拉特布殊大道及諾斯特蘭大道東南角                                                                |
| P 月台層 | 側式月台，左側開門 | |
| P 月台層 | 3號軌道            | 往威克菲爾德-241街（紐科克大道-小海地）                                                                                      |
| P 月台層 | 2號軌道            | 除尖峰時段和日中外往威克菲爾德-241街（紐科克大道-小海地） · 往涅雷大道（黃昏尖峰時段）/代里大道（平日）（紐科克大道-小海地） |
| P 月台層 | 側式月台，右側開門 | |
| P 月台層 | 西夾層             | 閘機 |

兩個側式月台於南端止衝擋後面連接，形成U型，以減輕低效總站設計帶來的影響，例如乘客必須在前往任一月台前知道哪一條軌道的列車首先開出。
IRT諾斯特蘭大道線隧道繼續延長超過位於夫拉特布什大道及諾斯特蘭大道的止衝擋，最遠可達數百英呎的H大道。直至2006年，乘客仍可看見沿諾斯特蘭大道的柵欄和膠連。在興建新大樓的時候移除了這些柵欄。在南端興建出口以前曾有臨時木造斜台連接月台和隧道，乘客可看見。
雖然2號線與5號線列車都會抵達任一月台，但平日5號線列車停靠此站時，所有往曼哈頓的2號線列車從3號軌道開出，而所有往曼哈頓的5號線列車從2號軌道開出。當5號線不停靠此站時，2號線列車則會從任一月台開出。視為列車時刻表和實際開出的次序，抵站的2號線列車可能以5號線列車開出，反之亦然。全部三個遠離閘機的入口都設有列車到站資訊板顯示車站下一班列車從那一個月台開出。
車站月台設有大量門，作為許多非公共用途，包括職員宿舍。2號線列車職員辦工室位於3號軌道旁，而5號線列車職員辦工室位於2號軌道旁。車站主入口沿3號軌道設有公廁。

## 外部連結
- nycsubway.org—Brooklyn IRT: Flatbush Avenue
- nycsubway.org — Flatbush Floogies Artwork by Muriel Castanis (1996)（页面存档备份，存于）
- Station Reporter — 2 Train
- The Subway Nut — Flatbush Avenue–Brooklyn College Pictures（页面存档备份，存于）
- MTA's Arts For Transit — Brooklyn College–Flatbush Avenue (IRT Nostrand Avenue Line)
- Flatbush Avenue entrance from Google Maps Street View（页面存档备份，存于）
- Avenue H entrance from Google Maps Street View（页面存档备份，存于）
- Platform from Google Maps Street View